# Shcholkine
Shcholkine (tiếng Ukraina: Щолкіне) là một thành phố thuộc tỉnh Krym. Thành phố này có diện tích ? km2, dân số theo điều tra dân số năm 2001 là 11699 người.